# 北キョウ西駅
北滘西駅（ほっきょうにしえき）は、中華人民共和国広東省仏山市順徳区に位置する仏山地下鉄3号線の駅である。

## 歴史
- 2022年12月28日：開業。

## 隣の駅
仏山地下鉄
■3号線
潭州会展駅- 北滘西駅 - 高村駅